# Kruis en munt
Kruis en munt zijn de gebruikelijke benamingen voor de twee zijden van een muntstuk.
- Kruis of kop (Engels: heads of obverse, Frans: avers, droit, Duits: Vorderseite) is de zijde met een nationaal symbool, vaak de beeldenaar van de vorst. Dit geldt als de voorzijde van de munt. Bij een herdenkingsmunt is de zijde die duidelijk maakt wat wordt herdacht de voorzijde.

- Munt of keerzijde (Engels: tails of reverse, Frans: revers, pile, Duits: Rückseite) is de zijde waarop de nominale waarde van de munt staat. Dit is de achterzijde.

Kruis wordt zo genoemd omdat in de middeleeuwen vaak een kruis op deze kant van de munt stond afgebeeld.
De benamingen worden ook gebruikt wanneer een munt wordt opgegooid om een beslissing te nemen. Zie daarvoor kruis of munt.